# Mount Loke
Mount Loke är ett berg i Antarktis. Det ligger i Östantarktis. Nya Zeeland gör anspråk på området. Toppen på Mount Loke är 937 meter över havet.
Terrängen runt Mount Loke är bergig västerut, men österut är den kuperad. Terrängen runt Mount Loke sluttar norrut. Trakten är obefolkad. Det finns inga samhällen i närheten.